# Dzierżenin
Dzierżenin – wieś w Polsce położona w województwie mazowieckim, w powiecie pułtuskim, w gminie Pokrzywnica. Ma status sołectwa.
W skład sołectwa Dzierżenin wchodzi także wieś Klusek.
Do 1954 roku siedziba wiejskiej gminy Gzowo. W latach 1954–1972 wieś należała i była siedzibą władz gromady Dzierżenin. W latach 1975–1998 miejscowość administracyjnie należała do województwa ciechanowskiego.

## Oświata
W Dzierżeninie mieści się jedyne w gminie Pokrzywnica Publiczne Gimnazjum z Oddziałami Integracyjnymi. W skład budynku szkolnego wchodzi hala, najnowocześniejsza w powiecie pułtuskim, którą oddano do użytku w 2008 r.

## Parafia
Wieś jest siedzibą rzymskokatolickiej parafii pw. św. Tomasza Apostoła. Została ona erygowana prawdopodobnie w XIII w. Według danych z 1609 r. istniejący wówczas drewniany kościół został konsekrowany w 1464 r. Świątynia przetrwała do początków XVIII w. W 1715 r. bp Ludwik Bartłomiej Załuski zbudował nową świątynię, powiększoną i odnowioną w 1872 r.
W 1910 r. ks. Michał Sawicki rozpoczął prace związane z budową nowego, murowanego kościoła. Budowę dokończono w 1917 r. ks. Jan Dobecki. Nowy kościół został konsekrowany w 1925 r. przez bp Antoniego Juliana Nowowiejskiego. Stary kościół w 1927 r. sprzedano parafii w Porządziu. W 1944 r. świątynia została znacznie uszkodzona. Po wojnie przeprowadzono niezbędne remonty, w 1959 r. pokryto kościół blachą. 21 sierpnia 1964 r. ks. bp Bogdan Marian Sikorski ponownie poświęcił świątynię.
W skład parafii wchodzą następujące miejscowości: Budy Ciepielińskie, Budy Obrębskie, Budy Pobyłkowskie, Dzbanice, Dzierżenin, Gzowo, Karniewek, Klaski, Klusek, Mory, Murowanka, Obręb, Pobyłkowo Duże, Pobyłkowo Małe, Pogorzelec, Strzyże, Świeszewo, Trzepowo, Trzepowo-Parcele, Wierzbica, Zaborze.

## Demografia
Dane za rok 2011:
| Opis      | Ogółem | Ogółem | Kobiety | Kobiety | Mężczyźni | Mężczyźni |
| --------- | ------ | ------ | ------- | ------- | --------- | --------- |
| jednostka | osób   | %      | osób    | %       | osób      | %         |
| populacja | 376    | 100    | 186     | 49,47   | 190       | 50,53     |